# Wild Cowboys
Wild Cowboys – debiutancki album amerykańskiego rapera Sadata X członka Brand Nubian, wydany 15 lipca 1996 nakładem wytwórni Loud Records. Udział w produkcji wzięli m.in. takie ikon hip-hopu jak Pete Rock czy Diamond D.
W 2010 roku ukazał się sequel albumu zatytułowany Wild Cowboys II.

## Lista utworów
Opracowano na podstawie źródła
| #  | Tytuł                                                     | Producent              |
| -- | --------------------------------------------------------- | ---------------------- |
| 1  | "The Lump Lump"                                           | Buckwild               |
| 2  | "Wild Cowboys"                                            | Diamond D              |
| 3  | "Sauce for Birdheads" (gośc. Shawn Black)                 | DJ Ogee                |
| 4  | "Open Bar" (gośc. Grand Puba)                             | DJ Alamo               |
| 5  | "Hang 'Em High" (gośc. DV Alias Khrist)                   | Ali Malek              |
| 6  | "Do it Again"                                             | Minnesota              |
| 7  | "Game’s Sober" (gośc. Money Boss Players, Sha Sha)        | Ant Greene Father Time |
| 8  | "Smoking on the Low" (gośc. DV Alias Khrist, Shawn Black) | Buckwild               |
| 9  | "Petty People" (gośc. Shawn Black)                        | Diamond D              |
| 10 | "The Interview" (gośc. Regina Hall)                       | Da Beatminerz          |
| 11 | "Stages & Lights"                                         | Showbiz                |
| 12 | "Move On"                                                 | Diamond D              |
| 13 | "The Funkiest"                                            | Dante Ross, Sadat X    |
| 14 | "Escape from New York" (gośc. Deda)                       | Pete Rock              |
| 15 | "The Hashout" (gośc. Cool Chuck, Shawn Black, Tec)        | DJ Ogee                |

## Pozycja
Opracowano na podstawie źródła

### Pozycja albumu
| Rok  | Album        | Notowanie | Notowanie | Notowanie |
| Rok  | Album        | USA 200   | USA R&B   |           |
| ---- | ------------ | --------- | --------- | --------- |
| 1996 | Wild Cowboys | 83        | 13        |           |

### Single
| Rok  | Singel          | Notowanie | Notowanie | Notowanie | Notowanie |
| Rok  | Singel          | USA 100   | Hot R&B   | Hot Rap   | Hot Dance |
| ---- | --------------- | --------- | --------- | --------- | --------- |
| 1996 | "Hang 'Em High" | 98        | 53        | 12        | 21        |
| 1996 | "The Lump Lump" | —         | 85        | 20        | 5         |